# Sabine Poleyn
Sabine Poleyn, née le 27 novembre 1973 à Courtrai est une femme politique belge flamande, membre du CD&V.
Elle est licenciée et agrégée en sociologie (KUL) avec licence spéciale en coopération au développement (Université de Liège). 
Elle enseigne les sciences humaines.
Elle fut coordinatrice du réseau Netwerk Rechtvaardigheid en Vrede (1999 - 2004).

## Fonctions politiques
- conseillère communale à Zwevegem (2001-)
- membre de la zone de police Mira (2002-)
- députée au Parlement flamand:
  - depuis le 6 juillet 2004 au 6 juin 2009
  - depuis le 13 juillet 2009 au 25 mai 2014